# Cluricaun

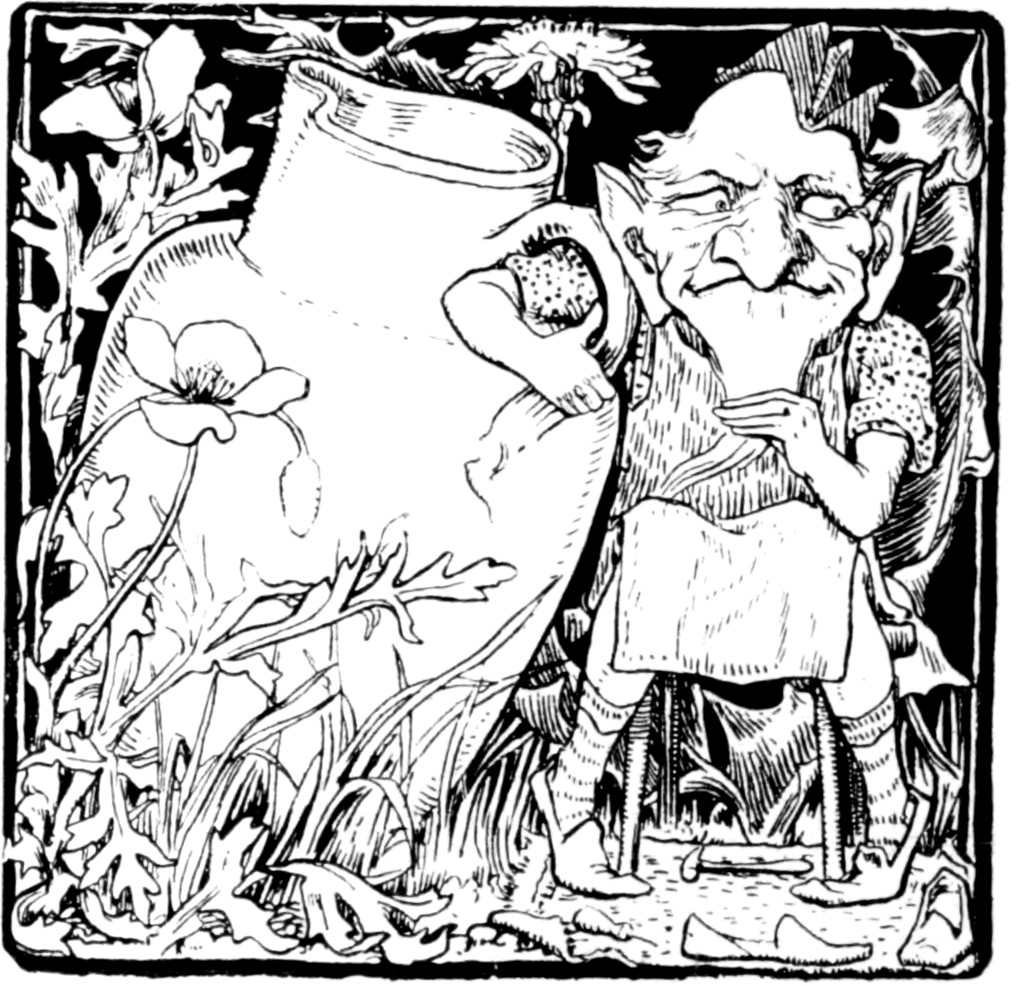
Um Clurichaun

O cluricaun (pronuncia-se /KLU-ra-Kãn/), ou clobhair-ceann na região de O'Kearney, é uma criatura do folclore irlandês muito semelhante ao seu primo, o leprechaun. Há inclusive autores que indiquem que os cluricaun sejam uma "forma diferente" do leprechaun, assumida por este após seu trabalho diário ou em certos momentos do ano. Acredita-se que vivam sempre consumindo bebidas alcoólicas ou bêbados mas, ao contrário dos leprechaun, costumam ser solitários e insociáveis. Durante suas bebedeiras, gostam de montar em ovelhas, carneiros e cachorros como se estes fossem cavalos e cavalgá-los freneticamente pela noite, mas se forem bem tratados por um humano protegerão sua adega de vinhos e sua casa. No entanto, se maltratados, irão depredar a propriedade do agressor, bem como furtar ou derramar seu vinho.

## Cluricaun na cultura popular
- Há um kith (tipo) de ser encantado denominado Clurichaun no Role Playing Game Changeling: O Sonhar, da White Wolf Game Studios. No jogo, eles têm o poder de "dizer o que deve ser dito" para tirar maior proveito de uma situação e o poder de desaparecer quando ninguém os está observando. Têm também um fraco pela bebida, que os torna melancólicos ou agressivos[3].